# Marian Marsh
Marian Marsh (17 oktober 1913 – 9 november 2006) was een Amerikaanse actrice.

## Levensloop en carrière
Marsh werd geboren in 1913 in Trinidad & Tobago. In de Eerste Wereldoorlog verhuisde haar familie naar de Verenigde Staten. Na haar studies aan de Hollywood High School kreeg ze kleine rollen aangeboden in films zoals Hell's Angels (1930) en Svengali (1931), naast John Barrymore. In 1931 werd ze verkozen tot een van de WAMPAS Baby Stars. Een nieuwe hoofdrol met Barrymore volgde in The Mad Genius. Haar laatste film speelde ze in 1942. Op televisie zou ze nog actief blijven tot 1959.
Marsh huwde twee keer. Ze overleed in 2006 op 93-jarige leeftijd.
- Biblioteca Nacional de España: XX4854940
- Bibliothèque nationale de France: cb14690324f (data)
- Gemeinsame Normdatei: 120756818X
- International Standard Name Identifier: 0000 0000 7140 3588
- Library of Congress Control Number: n85376569
- SNAC: w6fr4k57
- Système universitaire de documentation: 199808325
- Virtual International Authority File: 2733588
- WorldCat: E39PBJwX4YHCpmcRt6XJTkH6Kd